# 55 (عدد)
55 (خمسة وخمسون) هو عدد صحيح  يلي العدد 54 ويسبق العدد 56 وهو عدد طبيعي موجب.